# أرسيني لوكاشوف
أرسيني لوكاشوف (بالروسية: Логашов, Арсений Максимович)‏ (20 أغسطس 1991 بكورسك في روسيا - ) هو لاعب كرة قدم روسي في مركز الدفاع. شارك مع منتخب روسيا تحت 19 سنة لكرة القدم ومنتخب روسيا تحت 20 سنة لكرة القدم ومنتخب روسيا تحت 21 سنة لكرة القدم ومنتخب روسيا لكرة القدم. أما مع النوادي، فقد لعب مع أنجي محج قلعة ولوكوموتيف موسكو ونادي روستوف وفاكل فارونيش ‏ وسبورتاكادمكلوب موسكو ‏ ونادي خيمكي.

## وصلات خارجية
- أرسيني لوكاشوف على موقع قاعدة بيانات كرة القدم.إي يو (الإنجليزية)
- أرسيني لوكاشوف على موقع ناشيونال فوتبول تيمز (الإنجليزية)
- أرسيني لوكاشوف على موقع Soccerway.com (الإنجليزية)
- أرسيني لوكاشوف على موقع عالم كرة القدم.نت (الإنجليزية)